# Declaração de Haifa (Conferências Internacionais de Mulheres Líderes)
A Declaração de Haifa é um documento das principais resoluções alcançadas nas Conferências Internacionais de Mulheres Líderes, realizadas bienalmente desde 1961 pela MASHAV (Agência Israelense para Cooperação Internacional de Desenvolvimento das Relações Exteriores), no Centro de Treinamento Golda Meir MASHAV Carmel (MCTC) na cidade israelense de Haifa (Israel), quando o centro foi fundado pela parlamentar Golda Meir (Meyerson), então Ministra das Relações Exteriores de Israel (1969–1974).
Essas conferências tratam de temas de desenvolvimento de interesse femininos em países em desenvolvimento e industrializados, em tópicos declarados pela Nações Unidas como de interesse internacional. Os participantes são atores-chave nas áreas sócio-político-econômica de todo o mundo. Com objetivo de criar uma rede internacional de mulheres comprometidas com o avanço da liderança. Foi a ocasião para mulheres líderes em todo o mundo apresentarem conjuntamente recomendações práticas para uma sociedade global justa e inclusiva
A declaração, redigida e publicada em quatro idiomas (inglês, francês, espanhol e russo), contém as posições adotadas pelos participantes em relação às resoluções e políticas da ONU, posições essas que formam a base do que é um chamado à ação para governos e organizações internacionais.
A Declaração estabelece os passos que precisam ser dados para alcançar a visão desses líderes internacionais. O Projeto de Declaração é entregue ao Presidente do Estado de Israel na Residência Presidencial em Jerusalém no final da Conferência.
A 29.ª Conferência Internacional para Mulheres Líderes acontecerá em outubro de 2015.